# Elżbieta Suchocka-Roguska
Elżbieta Wanda Suchocka-Roguska (ur. 22 kwietnia 1948 w Warszawie) – polska ekonomistka, w latach 2004–2010 podsekretarz i sekretarz stanu w Ministerstwie Finansów.

## Życiorys
W 1981 ukończyła studia na Wydziale Ekonomiczno-Społecznym Szkoły Głównej Planowania i Statystyki. W latach 1969–1971 pracowała w PDEWB „FABEX”, następnie do 1989 w Komisji Planowania przy Radzie Ministrów. W tym samym roku została zatrudniona w Ministerstwie Finansów, gdzie do końca marca 1991 pełniła funkcję zastępcy dyrektora Departamentu Polityki Finansowej i Analiz, następnie do stycznia 2004 była dyrektorem Departamentu Budżetu Państwa.
23 stycznia 2004 została powołana przez premiera Leszka Millera na stanowisko podsekretarza stanu w Ministerstwie Finansów.
3 sierpnia 2004 premier Marek Belka mianował ją na sekretarza stanu w tym resorcie. Po powoływaniu rządów Kazimierza Marcinkiewicza, Jarosława Kaczyńskiego i Donalda Tuska pozostawała na tym stanowisku. 24 czerwca 2010 została odwołana z pełnionej funkcji (w związku z przejściem na emeryturę). W tym samym roku prezes NBP Marek Belka powołał ją w skład zespołu doradców.

## Ordery, odznaczenia i wyróżnienia
- Krzyż Oficerski Orderu Odrodzenia Polski (2013)[3]
- Złoty Krzyż Zasługi (1997)[4]
- Złota Odznaka „Zasłużony dla Służby Celnej” (2011)[5]
- Odznaka Honorowa za Zasługi dla Samorządu Terytorialnego (2015)[6]
- Nagroda im. Andrzeja Bączkowskiego (2009)[7]